# أحمد الودرني
أحمد الودرني أكاديمي وباحث تونسي، وهو أُستاذ النقد الثقافي المقارن Comparative culturel criticism – الجامعة التونسية.
متحصّل على الدكتوراه في اللغة والآداب العربية من كلية الآداب في منـّوبة- جامعة تونس بملاحظة «مشرّف جداً» حول أطروحته قضية اللفظ والمعنى ونظرية الشعر عند العرب من الأصول إلى القرن 7هـ / 13هـ.
درّس النقد القديم والترجمة في كلية الآداب والعلوم الإنسانية في سوسة، ودرّس الترجمة في المعهد العالي للغات في قابس- الجامعة التونسية.

## إصداراته

### المؤلفات
1. (كيف أشرح قصيدة قديمة؟): صدر عن دار قرطاج للنشر والتوزيع، تونس، 1999.
2. (قضية اللفظ والمعنى ونظرية الشعر عند العرب من الأصول إلى القرن 7هـ / 13م): صدر عن دار الغرب الإسلامي، بيروت، 2004.[2]
3. (أصول النظرية النقدية القديمة من خلال قضية اللفظ والمعنى في خطاب التّفسير): صدر عن دار الكتاب الجديد المتحدة، بيروت، 2006.[3][4]
4. (البحتري في ميزان النقد القديم): صدر عن دار الجنوب للنشر، تونس، 2007.[5]
5. (شرح الشعر عند العرب): صدر عن دار الكتاب الجديد المتحدة، بيروت، 2009.
6. (نظرية المعنى بين التوصيف والتعديل والنقد): صدر عن مركز النشر الجامعي، تونس، 2007.
7. (الأدب التونسي الحديث وسؤال الجمالية): صدر عن ابن زيدون للنشر والتوزيع، تونس، 2007.

#### الترجمات
1. (الحجاج بين النظرية والأسلوب) تأليف: باتريك شارودو. صدر عن دار الكتاب الجديد المتحدة، بيروت، 2009.[6][7]
2. (السرد) تأليف: جون ميشيل آدم. صدر عن دار الكتاب الجديد المتحدة، بيروت، 2015.[8]